# Arno Goßmann

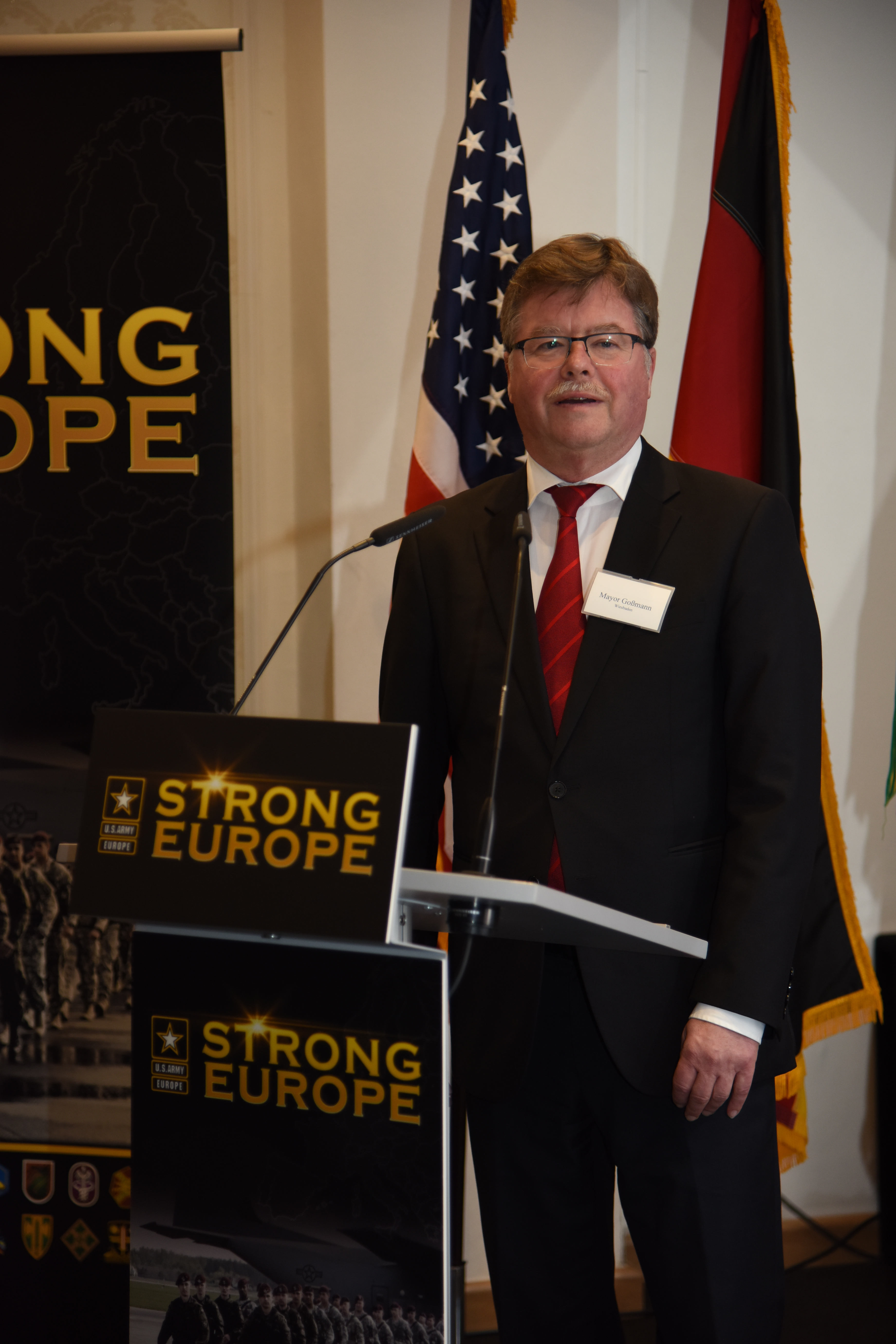
Arno Goßmann (2016)

Arno Goßmann (* 1952 in Wiesbaden) ist ein deutscher Politiker (SPD) und war bis zum 30. Juni 2017 hauptamtlicher Bürgermeister und Sozial- und Umweltdezernent der Landeshauptstadt Wiesbaden.

## Leben
Goßmann wuchs in Wiesbaden-Kloppenheim auf. Nach dem Abitur studierte er Rechtswissenschaften an der Johannes Gutenberg-Universität in Mainz. Zwischen 1984 und September 2007 war er Referatsleiter im Hessischen Sozialministerium. Im Oktober 2007 übernahm Goßmann den Posten des Sozialdezernenten der Stadt Wiesbaden. Im September 2011 wurde er Bürgermeister der Landeshauptstadt Wiesbaden und Dezernent für Gesundheit, Umwelt, Verbraucherschutz und Kliniken. Nach der Oberbürgermeisterwahl 2013 änderte sich der Dezernatsverteilungsplan der Landeshauptstadt Wiesbaden, so dass Arno Goßmann inzwischen für das Dezernat für Umwelt und Soziales verantwortlich zeichnet.

## Politisches Wirken
Goßmann trat 1970 in die SPD ein und war kommunalpolitisch aktiv. Bis 1992 war er Vorsitzender der SPD-Stadtverordnetenfraktion. Nachdem die SPD ihren Kandidaten zur Wahl des Oberbürgermeisters am 13. März 2007 wegen eines Fristversäumnisses nicht aufstellen konnte und daraufhin der gesamte Vorstand des Unterbezirks Wiesbaden zurücktrat, übernahm Gossmann den Vorsitz des Unterbezirks Wiesbaden. Dieses Amt gab Goßmann im Jahr 2012 wieder ab.